# Mozabieten

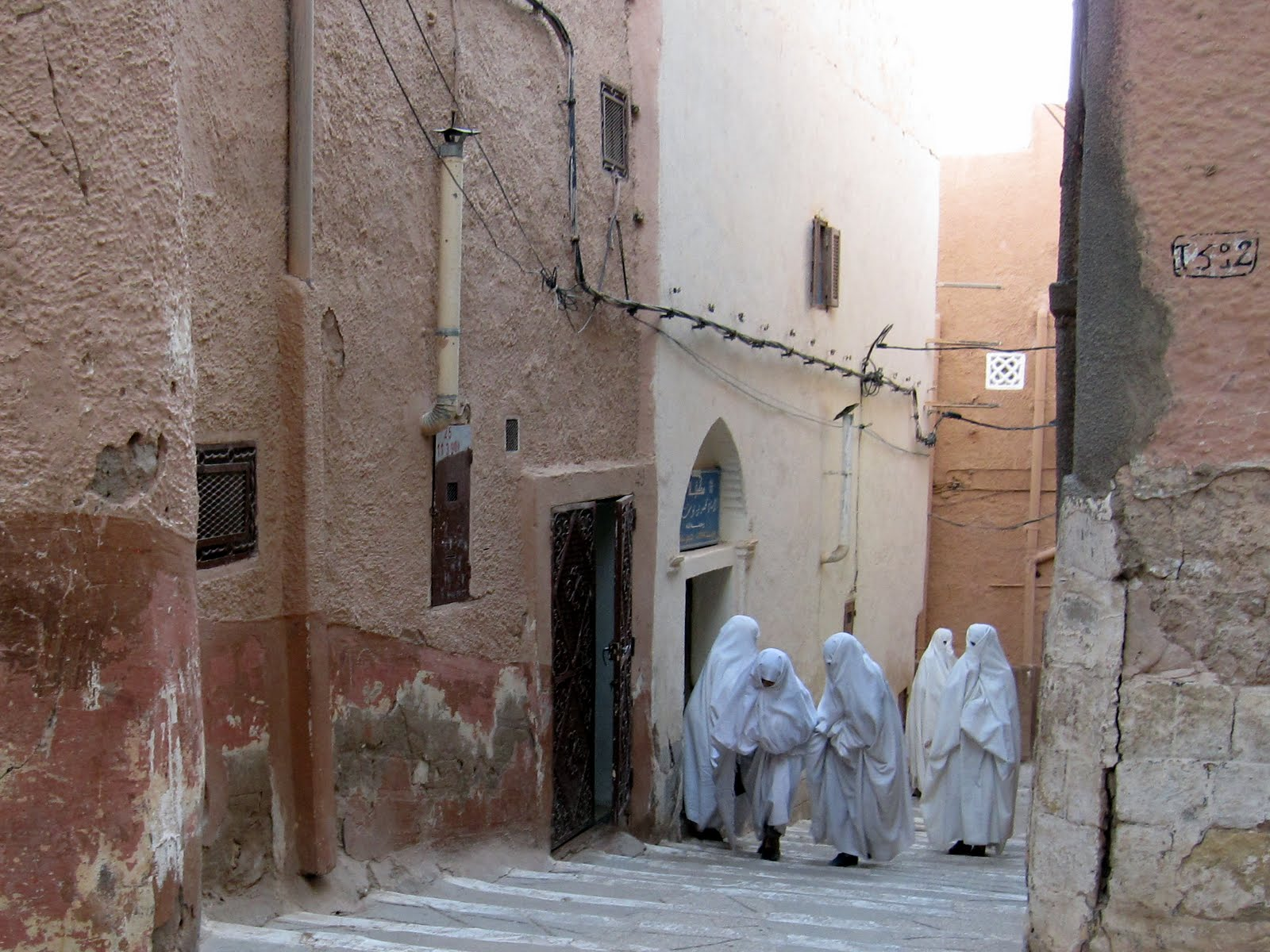
Mozabitische vrouwen

De Mozabieten (Mzabieten, Beni Mzab) zijn een Berbervolk in Algerije met een uniek islamitisch geloof, het Ibadisme. Ze spreken Tumzabt, een berbertaal nauw verwant aan het Teggargarent (Ouargla), en het Oued Righ ("Temacine Tamazight"). Ze komen oorspronkelijk uit de stad Ghardaia (104.645 inwoners) en omgeving en zijn bekend om hun ondernemerschap dat wortelt in een lange traditie. Van oudsher beheersten ze de karavaanroute in de centrale Sahara waarbij ze belangen opbouwden in de goud-, de ivoor- en de slavenhandel. Ze hebben zich in de loop der jaren overal in Algerije gevestigd en behoren tot de welvarende klasse. Toch lopen ze over het algemeen niet met hun rijkdom te koop. De leefstijl is meestal sober.

## Afstamming

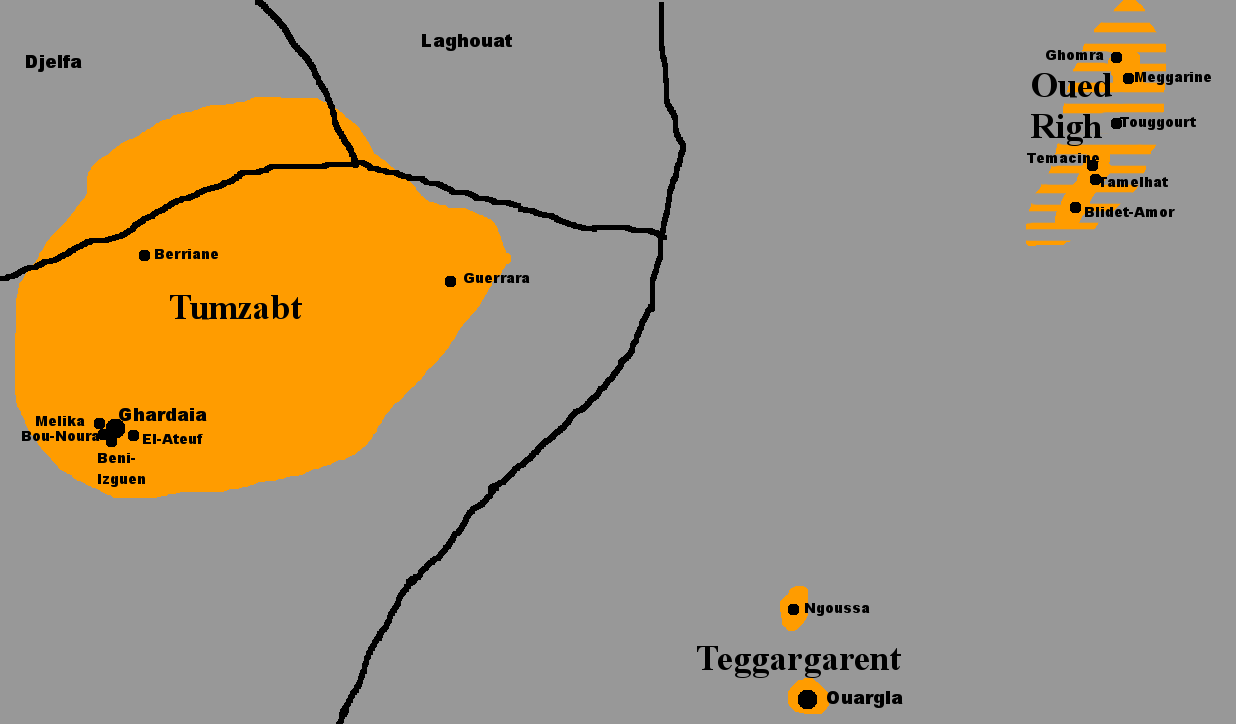
Oorspronkelijk woongebied van de Mozabieten

Het geloof van de Mozabieten, het Ibadisme is een afsplitsing van de Kharidjieten, een islamitische stroming die ontstond in 657 op het Arabisch Schiereiland. Door de vervolging die er op volgde was vluchten noodzakelijk, waarop zij zich in Oman vestigden. Vanuit Oman werd in de 8e eeuw een delegatie naar de Maghreb gestuurd, waarop deze onder de Berberbevolking begon te preken. Deze delegatie, onder leiding van de Iraniër Ibn Rustam, kon uiteindelijk een eigen ibaditisch koninkrijk van de Rustamiden vestigen in Algerije. Dit ibaditische rijk werd in de 10e eeuw bloedig verslagen door het groeiende ismaïlitische Fatimiden-rijk, waarna veel van deze ibadieten zich vestigden in de "M'Zab" (vandaar: Mozabieten). Ze wonen er in vijf oases: Ghardaia, Beni-Isguen, El-Ateuf, Melika en Bounoura en twee meer in het noorden: Berriane en Guerrara. Iedere kleine leefgemeenschap van de Mozabieten was als een theocratische republiek georganiseerd, waarbij een raad van twaalf religieuze notabelen voor de rechtspraak verantwoordelijk was en een raad van leken de stad bestuurde. In de negentiende eeuw vonden er hervormingen in de rechtspraak plaats.
In 1853 werden de Mozabieten onder het Franse protectoraat gebracht. Sinds 1962 is hun leefgebied onderdeel van het onafhankelijke Algerije.

## Karakter
Mede door de vervolgingen, maar ook door het harde vluchtelingenleven in de woestijn zijn de onderlinge banden tussen de Mozabieten erg sterk en vertrouwen ze blindelings op elkaar, waar ook ter wereld. Dat heeft mogelijk mede bijgedragen aan hun zakelijk succes.

## Religie

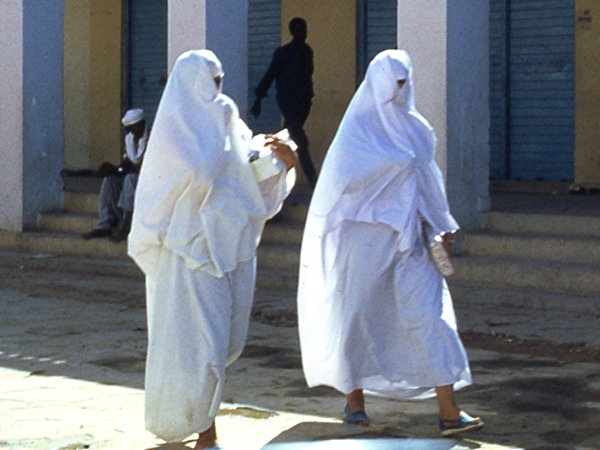
Mozabitische vrouwen in Ghardaia, Algerije

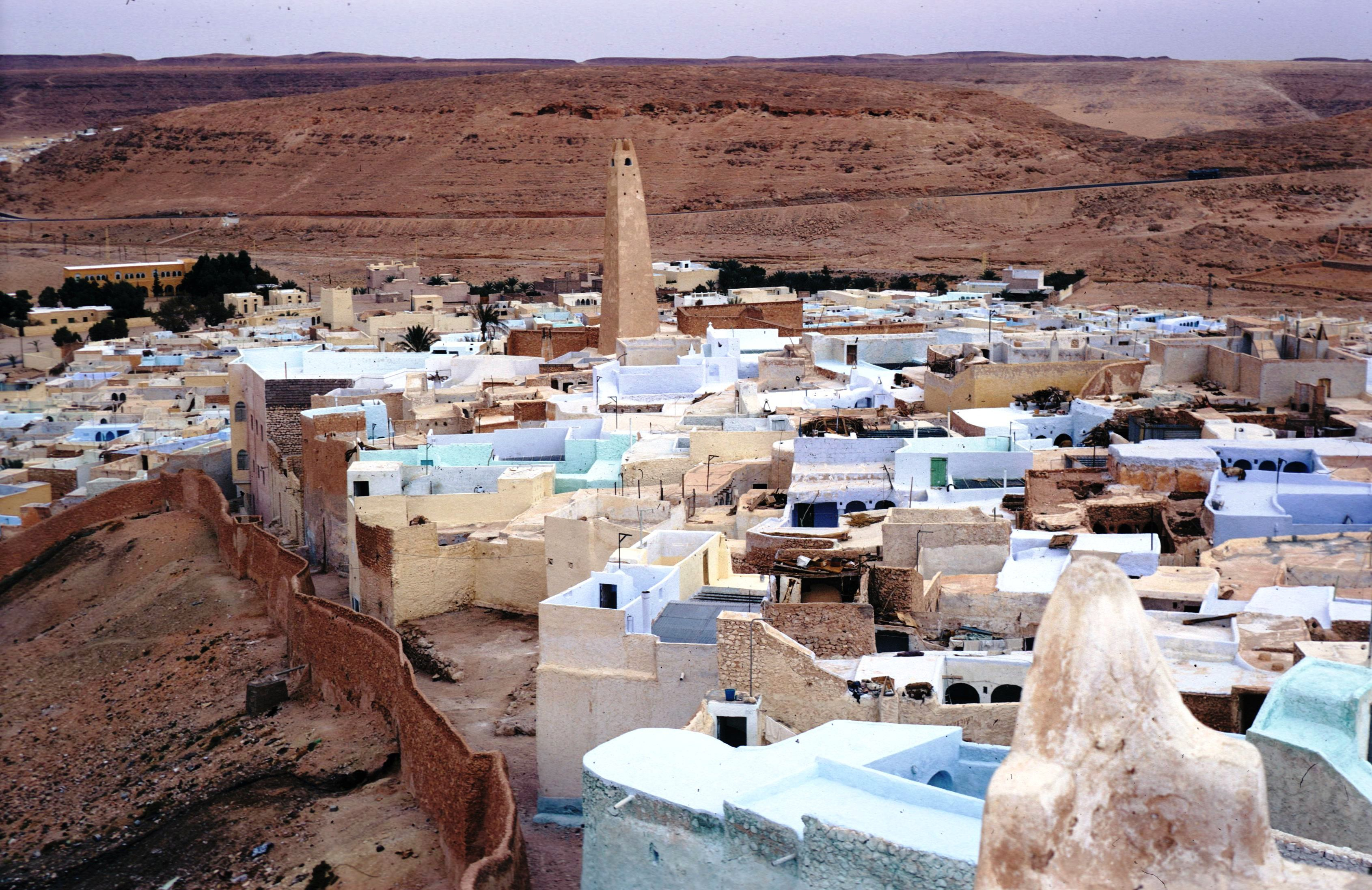
Beni Isguen, een heilige stad van de ibaditische Mozabieten in Algerije

De Mozabieten behoren tot de meest conservatieve en fundamentalistische groepen binnen de islam. Ghardaia ligt midden in een woestijngebied ver van andere bevolkingscentra en kenmerkt zich door de vrouwen van wie je meestal maar een oog ziet. De rest van hun lichaam is bedekt met witte kleding. Voor hen geldt een reisverbod: ze mogen de Mzab-vallei niet verlaten. Roken en alcohol zijn officieel verboden, maar tabakswaren en alcoholische dranken zijn wel verkrijgbaar. Ook feestvieren en zingen zijn niet toegestaan. Vrouwen mogen alleen trouwen met iemand uit de eigen groep. Voor mannen is het toegestaan een vrouw van daar buiten te huwen.